# Bullobunus
Genre
Bullobunus est un genre d'opilions eupnois de la famille des Sclerosomatidae.

## Distribution
Les espèces de ce genre sont endémiques des Philippines.

## Liste des espèces
Selon World Catalogue of Opiliones (06/05/2021) :
- Bullobunus ater Roewer, 1910
- Bullobunus bakeri Roewer, 1926
- Bullobunus culionicus Suzuki, 1977
- Bullobunus luteovittatus Roewer, 1910
- Bullobunus punctatus Suzuki, 1977
- Bullobunus rufus Roewer, 1955
- Bullobunus similis Roewer, 1910
- Bullobunus unicolor Suzuki, 1977

## Publication originale
- Roewer, 1910 : « Revision der Opiliones Plagiostethi (= Opiliones Palpatores). I. Teil: Familie der Phalangiidae. (Subfamilien: Gagrellini, Liobunini, Leptobunini). » Abhandlungen aus dem Gebiete der Naturwissenschaften, herausgegeben vom Naturwissenschaftlichen Verein in Hamburg, vol. 19, p. 1–294.